# Il rumore dei baci a vuoto
Il rumore dei baci a vuoto è una raccolta di racconti scritti da Luciano Ligabue.
La raccolta, edita da Einaudi, è stata pubblicata il 13 aprile 2012. L'opera è la quarta fatica letteraria di Luciano Ligabue, dopo la raccolta di racconti Fuori e dentro il borgo, il romanzo La neve se ne frega e la raccolta di poesie Lettere d'amore nel frigo. Si compone di 13 racconti, con contenuto più o meno biografico, tutti aventi come filo conduttore l'amore nella sua totalità.
Il cantautore emiliano inoltre, alla trasmissione televisiva Che tempo che fa del 14 aprile di Fabio Fazio, ha sottolineato i legami biografici con due racconti in particolare, "Lo vuole vedere" e "Pioggia di Stelle". Sempre nel corso della stessa intervista, ha spiegato il significato del titolo, facendo riferimento a quei baci inviati ai gatti per attirarli a sé. In un'altra intervista con Vincenzo Mollica del 12 aprile, Ligabue ha spiegato quanto il racconto sia vicino alla canzone per la sua brevità.

## Racconti
- Cane in ritardo
- Livello: facile
- Lo vuole vedere
- La puzza non passa
- L'estate più calda fin qui
- Ristretto vuol dire ristretto
- Il rumore dei baci a vuoto
- Isola Verde
- Tutte le gare
- Non guardo
- Le ragioni del silenzio
- Medici contro il resto del mondo
- Pioggia di stelle